# أتوفيزياء
اتوفيزياء أو فيزياء الاتو (بالإنجليزية: Attophysics)‏ هي أحد فروع الفيزياء التي تكون فيها النبضات ذات المدة اتوثانية للالكترونات أو للفوتونات مُستعملة للبحث في العمليات الديناميكية للمادة في فصل زمني قصير للغاية. هذا الفرع من الفيزياء الذي ينطوي فيه دراسة بعض من أسرع الأحداث الفيزيائية هي أيضاً معروفة باسم علم الاتو Attoscience. تُحقق غالبية علوم الاتو بأسلوب مماثل لاستخدام الأنوار الوهاجة strobe lights والفيلم ذات السرعة العالية لدراسة إجمالي أنشطة المادة في تجارب المسبار-المضخة. ظهرت قياسات الفصل الزمنية العالية لأول مرة في التجارب الروائية مثل الصورة الشهيرة لرصاصة تخترق التفاحة، وفي السلسلة الصورية لإيادويارد مويبردج Eadweard Muybridge من القرن التاسع عشر التي أثبتت بأن حوافر الخيول لا تلمس الأرض مؤقتاً أثناء جريانها.
و اليوم، يدرس الكثيرين من الاتوفيزيائيين الظاهرة الجزيئية، مثل كيف للبروتين معين بأن يتكسر تحت قصف أشعة إكس. «إن واحدة من الأهداف الأولية لعلوم الاتوثانية هو توفير المزيد من المعلومات لفهم العمليات الديناميكية للألكترونات الذرية.»